# Mark Stanhope

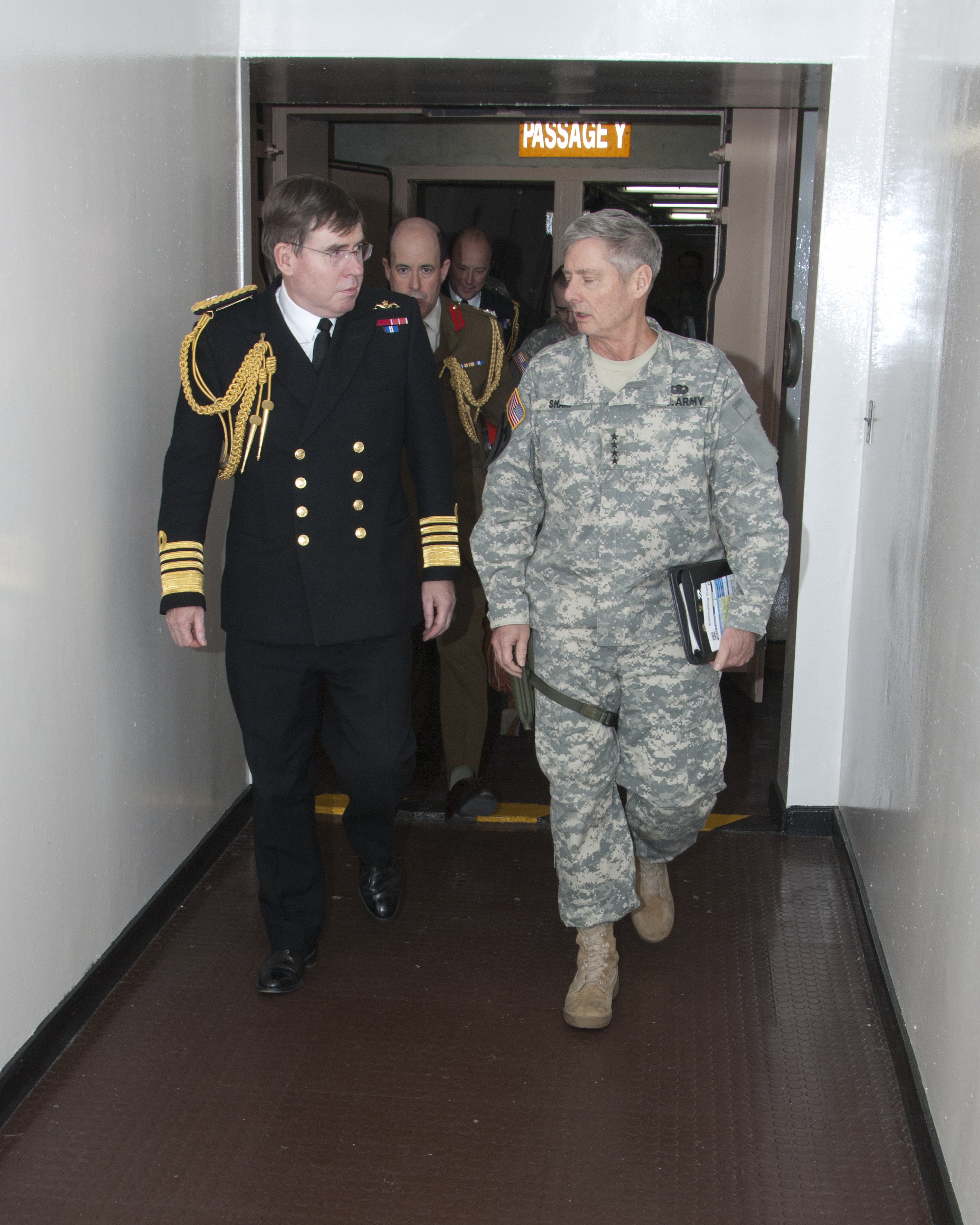
Admiral Mark Stanhope (links) mit US-General Walter L. Sharp (2011)

Sir Mark Stanhope, GCB, OBE, DL (* 26. März 1952 in Hammersmith, London) ist ein ehemaliger britischer Admiral der Royal Navy, der unter anderem von 2004 bis 2007 stellvertretender Oberkommandierender des Alliierten Transformationskommandos der NATO (Deputy Supreme Allied Commander Transformation), zwischen 2007 und 2009 Oberkommandierender der Flotte und zuletzt von 2009 bis 2013 Erster Seelord sowie Chef des Marinestabes war.

## Leben

### Seeoffizier und Schiffskommandant
Mark Stanhope, Sohn von Frederick William Stanhope und dessen Ehefrau Shiela Mary Hattemore, absolvierte die Worthing High School for Boys sowie die London Nautical School und trat 1970 in die Royal Navy ein. Ein Physikstudium am St Peter’s College der University of Oxford schloss er mit einem Master of Arts (M.A. Physics) ab. Danach folgten zahlreiche Verwendungen als Seeoffizier sowie Stabsoffizier in der Marine. Am 31. Dezember 1989 wurde er als Officer des Order of the British Empire (OBE) ausgezeichnet. Er war unter anderem als Kapitän zur See (Captain) zwischen Juli 1991 und Dezember 1992 Kommandant der London, einer Fregatte der Broadsword-Klasse.:290 Nach weiteren Verwendungen war er von September 1998 bis Mai 2000 Kommandant des Flugzeugträgers Illustrious.:107
Danach war Stanhope als Konteradmiral (Rear-Admiral) von Mai 2000 bis Juli 2002 Direktor für operative Führung im Hauptquartier des NATO-Regionalkommandos der Alliierten Streitkräfte in Nordeuropa RC AFNORTH (Regional Command Allied Forces North Europe). Im Anschluss löste er als Vizeadmiral (Vice-Admiral) im Juli 2002 Vizeadmiral Jonathon Band als stellvertretender Kommandeur der Flotte (Deputy Commander, The Fleet) ab und verblieb auf diesem Posten bis zu seiner Ablösung durch Vizeadmiral Timothy McClement im Juni 2004.:133 Für seine Verdienste wurde er während dieser Zeit am 31. Dezember 2003 als Knight Commander des Order of the Bath (KCB) geadelt und führte fortan das Prädikat „Sir“.

### Aufstieg zum Admiral und Erster Seelord

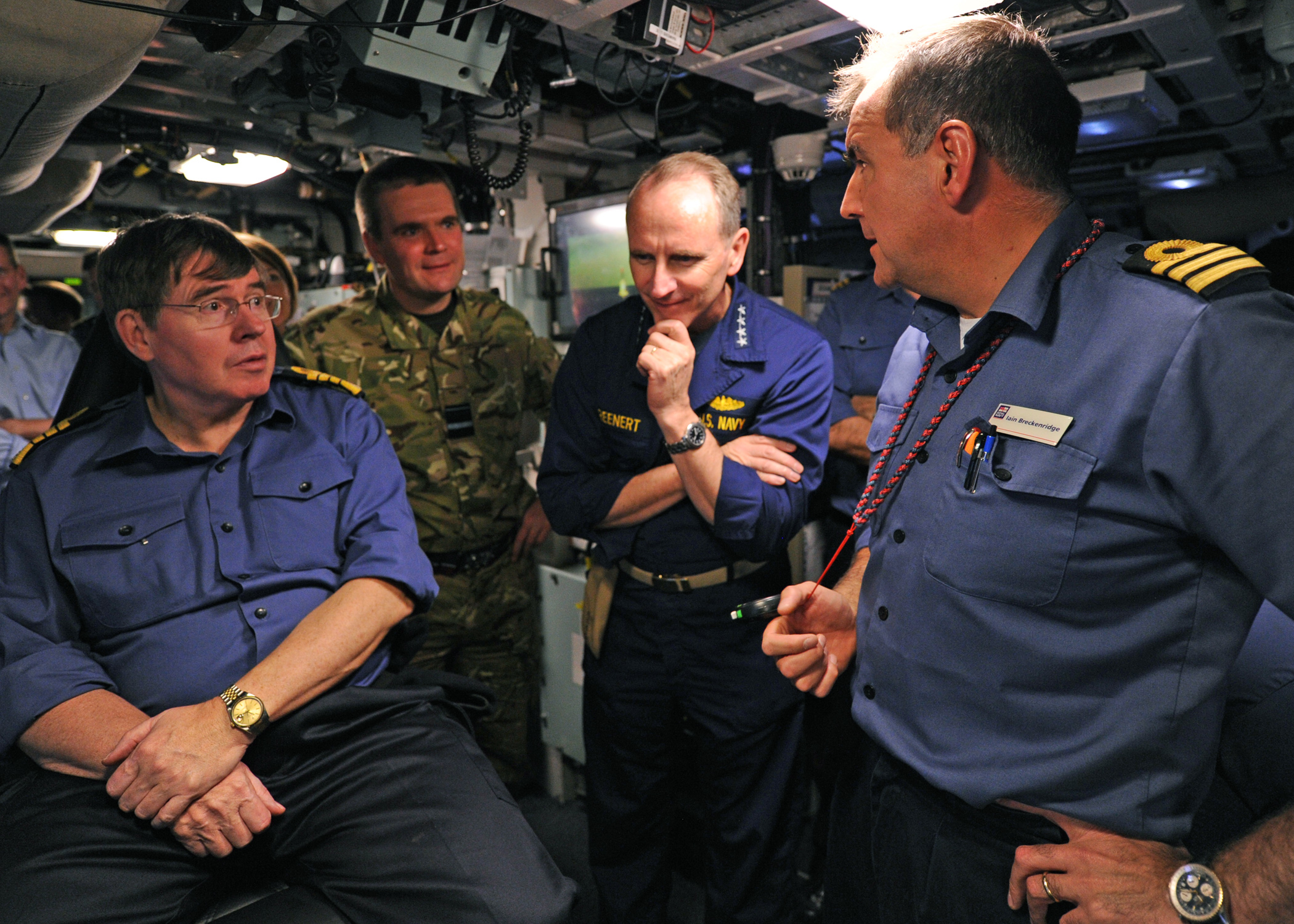
Admiral Mark Stanhope (links) im Gespräch mit US-Admiral Jonathan W. Greenert, dem Chief of Naval Operations der US Navy, an Bord des Atom-U-Bootes Astute (2012).

Anschließend übernahm Admiral Mark Stanhope im Juli 2004 von Admiral Ian Forbes den Posten als stellvertretender Oberkommandierender des Alliierten Transformationskommandos (Allied Command Transformation) der NATO (Deputy Supreme Allied Commander Transformation) und hatte diesen bis Juli 2007 inne, woraufhin Admiral Luciano Zappata von der italienischen Marina Militare seine dortige Nachfolge antrat.:35 Danach löste er im November 2007 Admiral James Burnell-Nugent als Oberkommandierender der Flotte (Commander-in-Chief, The Fleet) und bekleidete diese Funktion bis zu seiner Ablösung durch Admiral Trevor Soar im Juni 2009.:132
Zuletzt wurde Admiral Stanhope im Juli 2009 wieder Nachfolger von Admiral Jonathon Band, und zwar dieses Mal als Erster Seelord (First Sea Lord). Er war in dieser Funktion bis zu seinem Ausscheiden aus dem aktiven Militärdienst im April 2013 zugleich Chef des Marinestabes (Chief of the Naval Staff). Im April 2013 trat Admiral George Zambellas seine Nachfolge in diesen Ämtern an. Am 12. Juni 2013 wurde er zum Knight Grand Cross des Order of the Bath (GCB) erhoben.
Mark Stanhope war Deputy Lieutenant der Grafschaft Devon und ist auch Ehrenbürger (Freeman of the City) der City of London. Des Weiteren engagierte er sich als Präsident der Marine Society & Sea Cadets, als sogenannter Younger Brother in der Leuchtfeuerverwaltung Trinity House sowie als Liveryman der Worshipful Company of Upholders, der Gilde der Polsterer.
Aus seiner 1975 geschlossenen Ehe mit Janet Anne Flynn ging eine Tochter hervor.